# The Maxx
The Maxx és un còmic creat pel dibuixant nord-americà Sam Kieth al 1993 (amb ajuda d'en William Messner-Loebs, al principi de la sèrie, i de l'Alan Moore al final), publicat originalment de manera mensual fins al 1998 per Image Comics. Més tard recopilat per WildStorm Productions de DC comics. Va ser publicat de nou al novembre de 2013 per IDW amb revisió cromàtica i millor escanejat dels treballs de Sam Kieth i James Sinclair (entintador).
El còmic, protagonitzat per un porprat heroi indigent, va esdevenir una sèrie d'animació per l'espai Liquid Television de la cadena MTV. La primera aparició de The Maxx va ser a Primer #5, de Comico Còmics.
La sèrie segueix les aventures que l'heroi protagonitza paral·lelament en dos dimensions, el món real i en una realitat alternativa anomenada "Pangea". Al món real, en Maxx és un indigent, un sense sostre que viu en una caixa; i depèn de la ajuda de na Julie Winters, una treballadora social autònoma. A Pangea però, en Maxx és el poderós protector de la Reina de la Jungla, l'alter ego de na Julie Winters. Així com ell és conscient del desdoblament, na Julie en canvi no se'n adona.

## Argument
(ADVERTÈNCIA: Aquesta secció revela detalls de la trama que podrien ser considerats spoiler.)

### Fil principal de l'argument
Mr. Gone, un violador en sèrie amb enllaç telepàtic amb la Julie, té coneixement extens i accés a les realitats alternatives Pangea d'altres persones. Coneix informació del passat de la Julie i comença a empipar-la per telèfon. En Maxx intervé per "protegir" la Julie. Mr. Gone farà servir els depredadors principals de Pangea, els Isz. Però en Maxx hi lluitarà tant dins Pangea com al món real.

#### Pangea
Un paisatge semblant a una Austràlia primitiva i mística.
Un món oníric alternatiu al món real.

#### Esperits d'animals
Un dels conceptes dominants a The Maxx és que cada ésser humà té un esperit animal, enllaçat a la persona durant un moment crític a la seva vida. L'animal de la Julie és un conill. Un traumàtic event durant la seva infància va vincular aquest esperit amb el seu subconscient. La Julie adulta projecta sobre en Maxx aquesta idea de conill que ha de defensar.
L'esperit animal de Sara és un cavall. En la darrera meitat de la sèrie, aquest es manifesta com a Norbert, un sense sostre de qui la Sara sent llàstima.

### Personatges
- Maxx: En Maxx del món real no és capaç de viure una vida normalitzada, és un home sense llar que depèn de la ajuda de na Julie Winters, una treballadora social autònoma que sovint l'ha de treure de presó. Es vesteix amb el pijama porpra i amb quelcom semblant a una màscara. Viu la seva vida dient a tothom que és un superheroi que salva la ciutat. Malauradament, no és cert i en Maxx passa la major part del temps sota el pas subterrani de casa de la Julie o a la presó per provocar molèsties públiques. En Maxx agafa mal de cap cada cop que és desencadena el Pangea i lentament comença a perdre els seus records del món real. Està atrapat entre dos mons. El Maxx de Pangea és l'esperit protector de la seva Reina de la Jungla; que s'assembla molt a la seva amiga del món real, Julie la treballadora social. A Pangea en Maxx és la persona més forta del voltant i caça els Itz salvatges. A diferència d'altres persones en Maxx és capaç de veure els Izs quan es camuflen. En Maxx assaboreix el seu temps a Pangea que sembla el seu veritable lloc a la vida. Al final de la sèrie, es revela que en Maxx no sempre ha existit al Pangea de la Julie.
- Julie: Quan era estudiant d'arquitectura a la universitat, na Julie va recollir un autoestopista que la va violar. Per superar-ho, s'amaga al seu Pangea, un paisatge primordial situat completament al seu subconscient, on té el control. A Pangea, es converteix en "La reina de la Jungla", una deessa totpoderosa. Passa tant de temps vivint en el seu Pangea que el món real i el Pangea es tornen gradualment inestables. Una nit va atropellar accidentalment un captaire amb el cotxe. Recordant el que va passar l'última vegada que va aturar-se amb el cotxe per ajudar algú, s'espanta i cobreix el cos inconscient amb escombraries. Però, al fer-ho, obre involuntàriament un enllaç a psiquic cap a Pangea. Després que na Julie marxi, un paravent a la paperera s'expandeix sobre el cos de l'home, convertint-se en una màscara que el vesteix i el enllaça amb la Julie. Després del l'accident, Julie es treballa d'assistenta social, que és com la trobem al començament de la sèrie. S'envolta de persones desesperades. Es gasta bona part de la seva energia mental creant el seu Pangea, tot i que encara no se n'adona i el món real es converteix en inestable. Allà ella és la Reina de la Jungla (o també la Reina Lleopard), una figura enigmàtica del Pangea.
- Mr. Gone: Un violador en sèrie amb enllaç telepàtic amb la Julie, té coneixement extens i accés a altres persones de Pangea, doncs és estudiant de les arts místiques.
- Sara: Una adolescent deprimida enviada a la Julie per la seva mare. Té uns 15 anys quan comença la sèrie i ens diu que vol ser escriptora. El que Sara busca realment és una connexió que va perdre amb el món quan va morir el seu pare, en Mr. Gone. La història de Sara continua en els còmics on coneix al seu Maxx, Norbert, un gegant cavall àrab maldestre.
- Isz: Els Isz, habitants principals de Pangea, són petits éssers amb forma d'ou que no tenen ulls. Els omnívors Isz blancs de Pangea esdevenen Isz canibals quan salten al món real. Són més forts, més ràpids, i tenen ullals més punxeguts que els blanc. Però un Isz blanc és capaç de travessar inalterat al món real quan hi ha un forat petit a la paret del carreró que directament connectat ambdues realitats. Els Isz negre poden prendre aspectes diferents depenent de la roba que porten, i el seu propòsit. Si un Isz és vesteix com una dona anciana, apareix com a tal a qualsevol que no sap que és un Isz.

## Sèrie de televisió
Cap al 1995, la història del còmic de The Maxx va ser adaptada a una sèrie d'animació per la MTV. Però, a la televisió no es va arribar a aprofundir tant en l'argument com al còmic.
Un any més tard, al 1996, la sèrie va ser distribuïda en VHS. El 2009, era disponible online a MTV.com, encara que només a audiències americanes. Ell17 de desembre de 2009, The Maxx era disponible sota demanda en format DVD exclusivament a través d'Amazon. Un DVD amb tos els episodis de l'espectacle televisiu i entrevistes amb el creador Sam Kieth i el director Gregg Vanzo.
L'animació de la sèrie sovint canvia d'estil: dins una mateixa escena, els caràcters poden ser recreats en detall, i la moment ser mostrats de manera simplificada en estil cartoon. Tècnicament, filmació d'imatge real i 3D es barregen amb l'animació feta de forma tradicional. Crítics com Richard Matthes han assenyalat fins a quin punt l'animació és basada directament en les vinyetes del còmic.

## Altres mitjans i publicacions

### Joc de rol
Una versió de The Maxx del joc Heroes & Heroines va ser publicada.

### La banda sonora del còmic
Les tres primeres entregues del còmic van ser adaptades a casset d'àudio al 1993. Va ser creat per Stephen Romano i dirigit per Smiles Lewis i es va anomenar "The Maxx - MAXXimum Sound".

### Videojoc perHomebrewd'Atari Jaguar
El 2008, Chris Vick va desenvolupar una demo indie basada en The Maxx per JagCod, guanyant la competició. I és disponible en la seva web.

### Cameos
En Maxx ha fet aparició i cameos a altres novel·les gràfiques.